# 샤론 카터
샤론 카터(Sharon Carter)는 마블 코믹스가 출판하는 만화책의 등장인물이다. 에이전트 13(Agent 13)이라는 이름으로도 알려져 있다. 카터는 S.H.I.E.L.D에서 닉 퓨리의 지휘하에 일하고, 캡틴 아메리카의 연인이기도 하다. 원래는 2차 대전 당시의 연인인 페기 카터의 동생의 설정이었지만, 후에 조카로 변경되었다. 2014년 영화 《캡틴 아메리카: 윈터 솔져》에는 에밀리 밴캠프가 연기한다.

## 담당 배우

### 영화
- 캡틴 아메리카: 윈터 솔져 (2014) - 에밀리 밴캠프
  - 캡틴 아메리카: 시빌 워 (2016) - 에밀리 밴캠프